# Činkim
Činkim (čínsky v českém přepisu Čen-ťin, pchin-jinem Zhēnjīn, znaky 真金, 1243 – 5. ledna 1286) byl druhý syn Chubilaje, zakladatele dynastie Jüan a od roku 1273 korunní princ, současně z pozice ředitele (kancléře) ústředního sekretariátu řídil civilní správu říše Jüan.

## Život
Činkimovo jméno, které v čínštině znamená „Skutečné zlato“ mu při narození vybral buddhistický mnich Chaj-jün. Princ byl pečlivě vychován, jeho konfuciánští, buddhističtí i taoističtí učitelé ho seznámili s čínským politickým i náboženským myšlením.
Roku 1273 byl v příkrém rozporu s mongolským právem jmenován korunním princem (čínsky v českém přepisu chuang-tchaj-c’, pchin-jinem huángtàizǐ, znaky 皇太子) a stanul v čele ústředního sekretariátu, tedy v čele veškeré civilní správy říše Jüan. Byl znám svou podporou konfuciánství, s konfuciánskými úředníky sdílel nesouhlas s finanční politikou ministrů jako byl Ahmad (zavražděný čínskými úředníky roku 1282) a Lu Š'-žung. Roku 1285 konfuciánští úředníci z jihu navrhli Chubilajovi abdikaci v Činkimův prospěch, čímž vyvolali císařův hněv. Činkim zemřel nedlouho poté, 5. ledna 1286.
Nový následník nebyl jmenován, až roku 1293 byl Činkimův třetí syn Temür pověřen správou Mongolska a obdržel pečeť korunního prince, ale oficiálně následníkem jmenován nebyl. Nicméně roku 1294 se Temür stal Chubilajovým nástupcem.
Po Temürovi vládli říši Jüan (resp. od roku 1368 Severní Jüan) potomci Činkimových synů – nejstaršího Kammaly a prostředního Darmabaly až do roku 1388.